# Цинцадзе, Шазил Сулейманович
Шазил Сулейманович Цинцадзе (1922 год, село Кирнати, АССР Аджаристан, ССР Грузия — 1981 год, село Марадиди, Батумский район, Аджарская АССР, Грузинская ССР) — звеньевой колхоза «Авангард» Батумского района, Аджарская АССР, Грузинская ССР. Герой Социалистического Труда (1950).

## Биография
Родился в 1922 году в крестьянской семье в селе Кирнати Батумского района. Во время коллективизации в 1930 году вступил в колхоз «Авангард» Батумского района. Трудился рядовым колхозником на табачной плантации. В послевоенное время был назначен звеньевым табаководческого звена в этом же колхозе.
В 1949 году звено под его руководством собрало в среднем с каждого гектара по 19,2 центнера табака сорта «Самсун» на участке площадью 3 гектара. Указом Президиума Верховного Совета СССР от 3 июля 1950 года удостоен звания Героя Социалистического Труда за «получение высоких урожаев кукурузы, табака и картофеля в 1949 году» с вручением ордена Ленина и золотой медали «Серп и Молот» (№ 5382).
Этим же указом званием Героя Социалистического Труда был награждён труженик колхоза «Авангард» звеньевой Ремзи Мемедович Цителадзе.
После объединения колхозов трудился бригадиром в колхозе имени Будённого Батумского района.
Избирался депутатом Кирнатского сельского совета.
Проживал в селе Марадиди Батумского района. Скончался в 1981 году.